# Hanna Fonk
Hanna Fonk, bis 1931 Hanna Rieke  (* 14. Januar 1905 in Göttingen; † 12. August 1969 in Düsseldorf), war eine deutsche Porträt-, Landschafts- und Stilllebenmalerin.

## Leben
Hanna Rieke, Tochter eines Metzgermeisters, der später ein Geschäft auf dem Schlachthof in Hamborn leitete, wuchs in Suderode im Harz und in Buer im Kreis Recklinghausen auf. Im väterlichen Geschäft half sie aus. Ihr künstlerischer Werdegang begann mit dem Schreiben kleiner Gedichte, die in der Buerschen Zeitung veröffentlicht wurden, und mit dem Zeichnen. Dank eines Stipendiums der Stadt Buer konnte sie sich 1924 für ein Studium an der Kunstakademie Düsseldorf einschreiben. Dort waren Wilhelm Döringer, Hans Kohlschein und später Heinrich Nauen ihre Lehrer. An der Akademie freundete sie sich mit dem Maler Carl Lauterbach an. Zu ihren Kommilitonen gehörte auch der Maler Ernst Fonk (* 1891), dessen Bruder Hans ihr Geliebter und am 14. November 1931 ihr Ehemann wurde. Seit 1928 wohnten sie zusammen in einem Holzhaus in Meerbusch. Bald darauf brach sie das Studium ab.
In den Jahren 1928/1929 begann sie gemeinsam mit den Brüdern Fonk, dem Maler Franz Monjau und dessen Freundin Mieke Mertens (1903–1997), dem Schauspieler Werner Zacharias (1904–1989) und ihrem Bruder Karl mit dem Bau einer Hühnerfarm in Meiersberg. Das Anwesen entwickelte sich zu einem Treffpunkt von Aussteigern und Anhängern des alternativen Lebens. Zu ihrem damaligen Freundeskreis zählten die in Paris lebende Malerin Lou Albert-Lasard und in Düsseldorf die Maler Hanns Kralik, Julo Levin, Karl Schwesig und Franz Werneke.
1932 starb Hannas Ehemann, der seit Langem an Knochentuberkulose litt, nach einer Beinamputation, worauf Hanna sich das Leben zu nehmen versuchte. Ihre Freunde Franz und Mieke Monjau, mittlerweile ein Ehepaar, halfen ihr über die Krise hinweg und mieteten ihr eine Wohnung in der Düsseldorfer Vautierstraße an. Insbesondere über Werner Zacharias und die von ihm gegründete „Gesellschaft für internationale (politische) Vorträge“ kam sie in Berührung mit einem Kreis linker Intellektueller, die der Kommunistischen Partei Deutschlands (KPD) nahestanden oder ihr angehörten. Auch begann sie, unter dem Decknamen „Lisa“ für den kommunistischen Reichstagsabgeordneten Hans Pfeiffer als Schreibkraft und Botin zu arbeiten, ohne selbst der KPD anzugehören.
Am 1. Juni 1933, bald nach der Machtübernahme der Nationalsozialistischen Deutschen Arbeiterpartei unter Adolf Hitler, ließ die Geheime Staatspolizei Hanna Fonks Wohnung und die Hühnerfarm durchsuchen. Nachdem belastendes Material – Adressenlisten, Broschüren, Rundschreiben und Flugblätter der KPD – gefunden worden war, wurde sie am Folgetag verhaftet und am 8. Juni im Düsseldorfer Polizeipräsidium unter Folter verhört. Das aufgefundene Material und von ihr erzwungene Aussagen führten in Düsseldorf zur Verhaftung von 89 Mitgliedern und Sympathisanten der KPD. In deren Kreisen wurde sie fortan als „Verräterin“ gebrandmarkt. Nach weiteren Vernehmungen erfolgte am 11. Juli ein Haftbefehl gegen sie. Am 1. August wurde sie wegen des Verdachts auf „Beteiligung am illegalen Wiederaufbau der KPD in Düsseldorf“ angeklagt und am 8. Februar 1934 zu einer 8-monatigen Gefängnisstrafe verurteilt, die sie nicht mehr antreten musste, weil ihre bisherige Haftzeit angerechnet wurde.
Nach diesen Ereignissen begann sie wieder zu malen. 1935 stellte sie in der Kunsthalle Düsseldorf im Rahmen der „Winterausstellung Düsseldorfer Künstler“ aus, ferner in einer Ausstellung des progressiven Künstlerverbundes „Rheinische Sezession“ im Mönchengladbacher „Haus der Kunst“. 1937 nahm sie an der Großen Kunstausstellung Düsseldorf teil, die in die Reichsausstellung Schaffendes Volk eingebunden war. 1938 wurde sie Mitglied der Reichskammer der bildenden Künste. In jener Zeit bezog sie ein Atelier neben Carl Lauterbach im Künstlerhaus des Vereins der Düsseldorfer Künstler. Ab 1939 erhielt sie von der Stadt Düsseldorf Aufträge. Unter anderem schuf sie eine Diorama-Serie für ein Kinderfest zu Ehren St. Martins im Kaisersaal der Tonhalle.
In der Nachkriegszeit, zwischen 1946 und 1950, schrieb sie kleinere Beiträge für Zeitungen und betätigte sich als Reiseleiterin. 1952 trat sie dem Verein Düsseldorfer Künstlerinnen bei und wirkte an dessen erster Nachkriegsausstellung in Düsseldorf mit. 1956 ließ sie sich in den Vorstand des Künstlerinnenbundes Nordrhein-Westfalen wählen.
In den 1950er und 1960er Jahren unternahm sie größere Reisen und versuchte mit großformatigen, abstrakten,
kuboexpressionistischen Eitempera-Bildern an die Moderne anzuschließen. Jährlich beteiligte sie sich an Künstlerausstellungen in Düsseldorf, ehe sie 1969 im Alter von 64 Jahren verstarb. Ihren künstlerischen Nachlass, unter anderem ihre Skizzenbücher mit ca. 1000 Zeichnungen, bewahrte ihr Freund Carl Lauterbach zunächst in seinem Archiv auf, welches er schließlich dem Stadtmuseum Düsseldorf überließ.